# Kardolińska Przełęcz
 Kardolińska Przełęcz (słow. Kardolínske sedlo, ok. 970 m) – rozległe i głęboko wcięte siodło w północno-wschodnim grzbiecie Bujaczego Wierchu (1960 m) w słowackich Tatrach Bielskich. Znajduje się w dolnej części Kardolińskiego Grzbietu między Kardolińskim Wierchem a Czarnym Wierchem (1054 m). 
Rejon przełęczy jest trawiasty. Północne stoki przełęczy opadają do Doliny za Tokarnią, południowo-wschodnie do Doliny Czarnej. Trawiasta łąka od przełęczy wznosi się grzbietem Czarnego Wierchu aż na jego szczyt. Rejon przełęczy to ważny węzeł komunikacyjny – z przełęczy wychodzi aż 6 ścieżek. Nie są to jednak szlaki turystyczne, ale ścieżki drwali i myśliwych. Obszar ten znajduje się w granicach TANAP-u, ale jak pisze Władysław Cywiński prowadzony w nim jest intensywny wyrąb lasu i myślistwo – świadczy o tym m.in. stopień wydeptania ścieżek, ich przebieg i drogi rozjeżdżone przez traktory.
Nazwa przełęczy jest autorstwa Władysława Cywińskiego. 